# Pseudosinella violenta
Pseudosinella violenta är en urinsektsart som först beskrevs av James P. Folsom 1924.  I den svenska databasen Dyntaxa används istället namnet Pseudosinella petterseni. Pseudosinella violenta ingår i släktet Pseudosinella och familjen brokhoppstjärtar. Arten är reproducerande i Sverige. Inga underarter finns listade i Catalogue of Life.